# Caroline Marçot
Pour les articles homonymes, voir Marçot.
Caroline Marçot (née à Paris le 15 novembre 1974) est une compositrice et interprète française de musique vocale, en ensemble et en soliste. Elle est également directrice artistique d'ensembles vocaux et instrumentaux.
Ses productions, généralement axées sur la vocalité, y compris lorsque l'auteur utilise des instruments, développent assez fréquemment une polychoralité traitée de manière contemporaine, tout en se nourrissant d'éléments divers, particulièrement les polyphonies de type médiéval et Renaissance (comme celles de Roland de Lassus ou de Luca Marenzio), mais aussi le chant grégorien ou la musique de Jean-Sébastien Bach, d'Alban Berg, d'Edgard Varèse et de la musique spectrale, aussi bien que d'autres références musicales, parfois traditionnelles. Ces influences ne se limitent pas à l'Europe, spécialement lorsqu'elles proviennent de la Méditerranée.
Les textes chantés peuvent être empruntés à des sagesses ou à des mystiques de diverses origines. Mais les partitions vivent aussi par les qualités propres aux différentes langues choisies. Par leur tendance à l'universalité, par l'importance donnée au sens autant qu'à leur apport plus purement sensible, en lien avec les sons, les textes choisis prennent une importance toute particulière dans le processus d'élaboration et de création.

## Formation
Caroline Marçot a d'abord reçu un enseignement instrumental et théorique au sein de l'École nationale de musique et de danse d'Orsay, où elle obtient de 1989 à 1995, les premières médailles en formation musicale en piano, musique de chambre, analyse et écriture, notamment dans les classes d’Annie Brunel, Michel Tavernier, Christian Accaoui et Alain Weber. Elle intègre ensuite le Conservatoire à rayonnement régional de Paris. Elle y obtient, à l'unanimité, les premiers prix d'harmonie et de contrepoint, dans la classe de Bernard de Crépy, ainsi qu'un second prix d'orchestration et un certificat de solfège ancien.
Admise en 1996 au Conservatoire national supérieur de musique et de danse de Paris, elle obtient successivement les premiers prix d'analyse et de contrepoint « Renaissance » dans les classes d'Alain Louvier et d'Olivier Trachier, ainsi que les prix d'esthétique, d'écriture XXe siècle, d'harmonie, d'orchestration et d'acoustique musicale. Elle a notamment suivi les classes de Rémy Stricker, d'Édith Lejet, d'Yves Henri, Denis Cohen, d'Yves Henry et de Michèle Castellengo.
Elle est également titulaire en 2000 d'une licence de musicologie de l'université Paris-Sorbonne
Ces formations lui ont permis également d'enseigner en tant que professeure d'analyse musicale et Direction d'ensemble vocaux au sein de l'ARIAM (Association régionale d'information et d'actions musicales) Île-de-France, du Conservatoire à rayonnement régional d'Aubervilliers ou pour la Maîtrise de Notre-Dame de Paris.

## Interprète vocale
Pianiste de formation, c'est en tant que chanteuse et compositrice qu'elle s'est fait connaître. Elle a fait partie de la Maîtrise de Radio France (1995-1998) et du Jeune Chœur de Paris dirigé par Laurence Equilbey, tout en se perfectionnant auprès de Sylvie Sullé au Conservatoire Georges Bizet à Paris.
En 2000, elle intègre Les Cris de Paris dirigé par Geoffroy Jourdain, et participe à des ensembles tels que Akademia (Ensemble vocal et instrumental de musique ancienne, dirigé par Françoise Lasserre) ou Arsys Bourgogne, chœur à géométrie variable de 4 à 32 chanteurs (dir. Pierre Cao) ou Le Concert d'Astrée (dir. Emmanuelle Haïm). Elle fonde en 1999 le trio Viva Lux avec l'objectif d'explorer et de diffuser le répertoire à trois voix égales, de la Renaissance et d'autres époques.
Cette époque de la Renaissance occupe une place particulière dans son répertoire d'interprétation car par l'utopie sonore que représente l'exposition égale des voix, elle y perçoit la traduction d'un humanisme qu'elle entend défendre dans son travail de composition et ses choix d'interprétation. C'est à ce titre, qu'elle répond présente en janvier 2020 avec l'Ensemble de musique ancienne "Diabolus in Musica" et le musicien algérien Qais Saadi afin de présenter un programme illustrant le lien entre musique européenne et orientale à la demande du professeur Samuel Paty assasiné en octobre 2020.
Elle grave le premier enregistrement des Psaumes huguenots de Claude Le Jeune, écrits en français à la fin du XVIe siècle et édités en 1602-1610. En 2003, elle rejoint l'ensemble Mora Vocis basé à Nîmes qui s'intéresse aussi bien aux musiques médiévales et de transmission orale qu'à la musique contemporaine.
De 2006 à 2010, elle a dirigé le Chœur Cæcilia (le chœur de filles) de la Maîtrise de Saint-Christophe de Javel, à Paris. En partie grâce à sa collaboration, les ensembles auxquels elle participe investissent les lieux par une mise en espace sonore, liée à l'acoustique de l'endroit, ce qui aboutit à mettre à contribution (à « mettre en contrepoint ») l'espace architectural, et permet de sortir du cadre formel du concert.
Elle co-fonde en 2010 puis dirige à partir de 2015 l’ensemble vocal et instrumental L'Échelle dans le but de promouvoir les répertoires de la renaissance et la création. D'abord implanté en région Grand-Est de 2012 à 2017, l'ensemble est installé depuis cette date à Amanlis dans la région de Rennes.

## La composition musicale
À partir des années 2000, elle commence à écrire ses premières pièces. Les différents aspects du phénomène sonore l'intéressent particulièrement, et sa prédilection pour le chant l'amène tout naturellement à composer des œuvres principalement vocales. Elle reçoit alors de nombreuses commandes, notamment de Laurence Equilbey (Chœur de chambre Accentus), Roland Hayrabedian (ensemble Musicatreize) ou encore Geoffroy Jourdain, et de la part d'institutions comme Radio France ou la Cité de la musique. Elle travaille aussi avec la maîtrise de la cathédrale Notre-Dame de Paris (Chœur d'enfants, Jeune Ensemble et Chœur d'adultes) et la Compagnie marseillaise Cahin-caha (cirque contemporain).
Certaines de ses œuvres ont été créées par Rachid Safir et Les Jeunes Solistes (devenus l’Ensemble Solistes XXI) - pour lesquels elle a composé un cycle de madrigaux, donnés à Rome, à la Villa Médicis en juillet 2000.
À travers son catalogue d'œuvres, on note l'importance qu'elle accorde au choix des textes : leur fonction apparaît primordiale à plusieurs niveaux. Le texte véhicule non seulement sa signification propre mais permet en même temps de développer un sens purement musical. C'est ainsi que la compositrice explore la richesse auditive du français, de l'italien, de l'espagnol, du latin, de l'allemand et de l'arabe, ou de langues à caractère régional comme le breton, le corse ou le créole. Ces paramètres restent cependant étroitement liés car si le texte influence directement la forme, la langue, elle, incite la compositrice à écrire dans un style capable de s'y rapporter.
Ainsi, l'italien appelle par exemple le madrigal : Non et O sorte dura « O dureté du sort » (2000), sa première pièce a cappella, est un madrigal en deux parties pour chœur de chambre à 5 voix mixtes. Écrite sur l'unique sonnet italien de Louise Labé, cette œuvre offre une mise en forme dramatique du texte, que la compositeure obtient grâce à l'attention très personnelle qu'elle a portée à l'accentuation prosodique et aux respirations de la forme littéraire.
Dans Crux (2001) et Lux (2002), madrigaux spirituels pour 10 voix solistes, se mêlent l'espagnol et le latin dans des textes de Jean de la Croix et dans les emprunts aux liturgies du Credo et du Requiem. Si chacune de ces deux pièces reprend le poème Llama de amor viva (La Vive Flamme d'amour) de Jean de la Croix, Crux tente plutôt de réunir les cultures catholique romaine et arabo-andalouse à travers ces deux langues, tandis que Lux propose une conjugaison du latin liturgique du Lux Aeterna (« Lumière éternelle ») avec un castillan mystique, et projette un éclairage lumineux sur ces textes.
Le latin incite plutôt au motet liturgique. Citons In Pace (2001), motet pour chœur à 7 voix mixtes, Agnus (2001), dernière prière de l'ordinaire de la messe, écrit pour double chœur à 6 voix égales, Nigra sum, « Je suis noire » (2001), autre motet pour chœur à 7 voix mixtes et Pulchra es amica mea, « Tu es belle, mon amie » (2005), motet pour chœur à 5 voix mixtes, tiré, comme le précédent, du Canticum canticorum Salomonis (Cantique des cantiques du roi Salomon), poème d'amour intégré à la liturgie des Vêpres de la Vierge.

## Œuvres
- 2023
  - Hold Your Own, pour 3 vx de femmes, alto, viola da gamba, viola da spalla, virginal et piano. 20’ C.M. le 27.06.23. Commande de l’ensemble Acte 6.
  - Vie-Eau-Lente, extraits de l’eau et les rêves de Gaston Bachelard.  5’ C.M. Bordeaux. Voix Sauvages et viola da gambade la Compagnie Eclats.
- 2022
  - Jungo (commande du CCR d'Ambronay). Pièce pour chœur mixte de 16 chanteurs répartis en 5 voix, avec orgue positif et violoncelle[7] ayant pour thème Venise et plus spécifiquement l'eau qui irrigue la cité. Cette composition vient répondre à des œuvres de Vivaldi, interprétées lors de la même occasion. Son titre a un double sens qui traduit à la fois la "Jeunesse" mais également, pas sa racine latine, la notion d'union, de pont : entre deux époques (XVIIe et XXIe siècles) mais également deux styles, puisque cette œuvre d'écriture contemporaine est irriguée par du grégorien, qui prend l'aspect d'un cantus firmus.
  - Tantôt dièse, Tantôt bémol, pièce pour accordéoniste chantant. 4’ C.M. 14.10.22. La Scala Paris. Commande de Vincent Lhermet et Pro-Arti.
  - Le petit soldat de Plomb (extrait) conte pour chœur d’enfants à l’unisson, clarinette, batterie et piano. 45’ Livret d’après Andersen : Christian Eymery, mise en scène : Victoria Duhamel. C.M. le 28.06.22. Espace Jacques Prévert, Aulnay sous Bois[8].
  - Unicornis, pour 4 voix de femmes. Commande de Catherine Ravenne pour l'ensemble Cum Jubilo.  5’ C.M. 07.05.22. Château de Larochefoucauld.
  - Carmin, pour 4 voix d’hommes. Commande de l’ensemble Beatus. 7’ Non créé.
  - Narcisse, Pour 5 chanteurs, textes de Gaston Bachelard. 5’ Commande de l’ensemble Perspectives, par Geoffroy Heurard.
- 2018
  - Torquemada, musique de scène pour l'adaptation radiophonique du drame de Victor Hugo (2018). L'acteur et réalisateur Michel Sidoroff écrit à ce propos : « Dans ce travail musical et vocal de construction d'un univers inquiétant et farouche, la compositrice Caroline Marçot me fut d'une aide précieuse, avec sa pratique spectrale de la musique contemporaine dans le chant et son expérience du mariage des instruments anciens et contemporains »[9].
- 2015
  - Femmes au tombeau. Création pour le centre culturel de l'Abbaye de Sylvanès[10]
- 2014
  - Ma (dont « Ardens cor »), pour ensemble vocal (avec harpe triple galloise), en regard des Sacræ cantiones de Gesualdo[11]
  - Caro m'è 'l sonno : « Cher m'est le sommeil », cycle de pièces pour violes de gambe, d'après un poème de Michel-Ange (le quatrain 247 extrait de ses Rimes)[12]. Le Tratti-ritratto de 2013[13] est la première composition de ce cycle.
- 2013
  - Tratti-ritratto pour consort de violes. Commande du « Festival Messiaen au pays de la Meije[13]»
  - Un château en Italie (Festival de Cannes 2013), Avec les psaumes 4 et 142, Caroline Marçot et l'ensemble L'Échelle ont participé à la bande-son du film
  - Alleluia, Lapis revolutus est, pour chœur, ensemble vocal et orgue (sur une antienne grégorienne du temps pascal)
- 2011
  - Nun (2011), œuvre polychorale, a été écrite pour un chœur divisé en 5 groupes répartis dans l'espace. C'est une commande du Chœur de chambre Les Éléments (dir. Joël Suhubiette). « Nun » est le nom de la quatorzième lettre hébraïque et arabe. La partition est chantée en cinq langues, correspondant aux cinq aspects de cette lettre multiple[14]. Créée le 17 mai 2011 à Albi, par l'ensemble Les Éléments, elle a été réentendue, à l'abbaye de Moissac le 29 juin 2012, puis à Notre-Dame de Paris le 15 janvier 2013[15]
  - Cantuum plexus[16]
- 2010
  - Rambleur est écrit pour 5 voix d'hommes, piano et orgue positif. La partition a été créée par l'Ensemble Clément-Janequin (Paris, La Péniche Opéra)[17].
- 2006
  - Etic, écrite pour triple chœur, a été créée en 2006-2007, dans le cadre des « Cris de la Ville », cycle de commandes passés à différents auteurs par Les Cris de Paris. Un mur d'expression libre, reliant la ville de Pantin au XIXe arrondissement de Paris, a fourni à Caroline Marçot sa matière poétique. L'œuvre, globalement sereine, est en 5 mouvements (dont « Silence », « Rumor », « Clamor »). Elle se développe dans un souci de spatialisation sonore[18].
  - L'Alouette
- 2005
  - Némésis (14') pour 12 voix solistes, clarinette et percussions, (Éditions Jobert) font appel à des instruments qui sont cependant traités comme la voix et visent à apporter une « textualité » des sons qu'ils produisent. Les textes de Némésis, axés sur la colère, sont empruntés à de nombreux auteurs, dont Sénèque, Aristote, Tertullien, Lactance, Montaigne et Al Tawhidi. Ils sont en français, latin, allemand, arabe, anglais (sur le mot « war »), et mêlent, dans un univers de tension, différentes sagesses antiques, chrétienne et soufie. L'œuvre (qui intègre le motif musical du Dies iræ liturgique) est dédiée « à Julien » (Julien Copeaux), compositeur mort en 2003, à l'âge de 31 ans[19]. Cette pièce est une commande de Radio-France pour Roland Hayrabedian et Musicatreize. Elle a été créée le 20 mars 2005 à la Maison de la Radio.
  - Pulchra es
- 2004
  - Psaumes pour les nocturnes du Samedi Saint (Carmen)
- 2002
  - LʼÉdit du Papillon pour mezzo-soprano, chœur et orchestre, qui a été donné avec l'Orchestre des Jeunes de la Méditerranée[20].
  - Ghazal : cantate pour chœur et orchestre
  - Cantar del Alma pour chœur à 3 voix égales (4'30). Éditions Jobert.
  - Lux
  - Quetzal pour chœur (SSMATBarB) (7'). Éditions Jobert.
  - Ghazal pour soli, chœur et orchestre. Éditions Jobert.
  - L'Edit du papillon pour mezzo-soprano, chœur et orchestre (14'). Éditions Jobert.
  - La Passion de Jésus-Christ pour chœur. Commande de l'ensemble Ars nova
- 2001
  - Audi Zefiro  madrigal spirituel pour deux violons, violoncelle, clavecin, orgue positif et 6 voix solistes
  - Crux pour 10 voix solistes (13'). Éditions Jobert.
  - Agnus Dei pour chœur à 6 voix égales (6'30). Éditions Jobert.
  - Nigra sum pour chœur (SSMATBarB) (4'30). Éditions Jobert.
- 2000
  - Maestra del Tutto. Commande de Rachid Safir pour Les Jeunes solistes.
  - In pace pour chœur (SSMATBarB) (7'). Commande de Laurence Equilbey pour Le Jeune chœur de Paris. Éditions Jobert.
  - Non pour chœur (SM-SATB) (7'). Éditions Jobert.

### Discographie
- Cent Noms de l'Amour, avec Ghazal et L'Edit du Papillon, par le Chœur et l'Orchestre des Jeunes de la Méditerranée, dir. Roland Hayrabedian (Actes Sud, Naïve, 2003)
- « Propos Exquis », psaumes de Claude Le Jeune, par le Trio Viva lux (Studio SM / Abeille, 2004)
- « L´Amante », avec Agnus et Cantar del Alma (pour 3 voix égales, sur un texte de Jean de la Croix). Musique médiévale et contemporaine, par Mora vocis (Mandala / Harmonia Mundi, 2005)[21]
- Capitolo Novo, avec Non par le Chœur de chambre Les Cris de Paris, dir. Geoffroy Jourdain (Nocturne, LʼEmpreinte Digitale, 2005)
- Maîtrise Notre-Dame de Paris/Les Sacqueboutiers de Toulouse : « Inviolata » (Josquin des Prés / Tomás Luis de Victoria / Pedro de Escobar / Jean Mouton / Thomas Créquillon / Francisco Guerrero / Caroline Marçot), 002 MSNDP, 2011
- « Outre-Mers » : Missa Grande de Marcos Portugal - Quetzal de Caroline Marçot. Chœur L'Échelle, dir. Charles Barbier et Bruno Procopio, 2013 (Paraty, 312214)[22]
- Le Livre de Notre-Dame, Chœur et Maîtrise de la cathédrale Notre-Dame de Paris (MSNDP, 2015). Pour le jubilé de son 850e anniversaire[23]. Avec des œuvres de Bruno Ducol, Jean-Pierre Leguay, Caroline Marçot, Édith Canat de Chizy, Thierry Escaich, Nicolas Bacri, Vincent Bouchot, Benoît Menut, Vincent Paulet, Michèle Reverdy.
- La chambre d'Albert le Magnifique, Ensemble L'Echelle, CD album, (Paraty, 2011)

## Prix, distinctions & références
- Caroline Marçot est lauréate de la Fondation Natexis Banques Populaires (2003).
- Elle est l'une des 53 compositrices contemporaines portraitisées dans le recueil Compositrices, l'égalité en Acte[24] édité par le Centre de documentation de la musique contemporaine.
- Elle a reçu le prix symphonique da la Sacem Georges Enesco 2021 pour l'ensemble de son œuvre.
- A l'occasion de la polémique sur la vitalité et l'éloignement du public de la musique contemporaine lancée par une tribune du compositeur Raphaël Cendo[25],[26] en mai 2022, Philippe Hersant répond dans son émission Carrefour de la création sur France Musique le 12 juin par la présentation d'extraits d'œuvres de créateurs contemporains dont Sébastien Gaxie, Benoît Menut, Rodolphe Bruneau-Boulmier, Alex Nante, Alexandros Markeas ainsi que Caroline Marçot.